# 구세주 그리스도 대성당
구세주 그리스도 대성당(러시아어: Храм Христа Спасителя)은 러시아 모스크바에 있는 러시아 정교회의 성당이다. 전체 높이 105미터를 자랑하는 세계에서 가장 높은 동방 정교회의 성당으로서 크렘린 궁전 남서쪽으로 몇 블록 떨어진 모스크바강의 북쪽 제방에 있다. 러시아가 1812년 12월 나폴레옹군의 침략을 물리친 것을 기념하여 1839~1883년 러시아의 건축가 콘스탄틴 톤(Konstantin Andreyevich Thon, 1794~1881)이 신(新)비잔틴 양식으로 건설하였다. 볼세비키 혁명 후 이오시프 스탈린의 종교 탄압 정책으로 1931년에 파괴되어 소비에트 궁전이라는 100층 마천루를 건설하려 했지만, 소련이 해체된 뒤에 복원되었다.